# Românticos de Cuba
A Orquestra Românticos de Cuba  foi criada dentro do selo Musidisc por Nilo Sérgio, o dono da gravadora.
Era uma orquestra composta por músicos experientes e tinha em seus quadros vários naipes de instrumentos. Entre os seus regentes podemos citar: Severino Araújo,  Radamés Gnatalli, Karl Faust e Waltel Blanco.
Seu primeiro LP data de 1959 e em 1979 aos 20 anos lançou um LP chamado Orquestra Românticos de Cuba Interpreta Roberto Carlos, extremamente popular a época.
Em 1981 com o falecimento de Nilo Sérgio e por razões mercadológicas a orquestra deixou de gravar discos. Em seguida a Musidisc foi incoporada pela Som Livre.
Ao total foram lançados 27  álbuns durante a existência da Orquestra.

### Na Internet
1. ↑  , Biografia Românticos de Cuba no Last FM.
2. ↑  , Discografia Românticos de Cuba em Disco dogs